# Гуго II (граф Мэна)
Гуго (Юг) II (фр. Hugues, ранее 920/925—980/992) — граф Мэна с 939/955, сын Гуго I, графа Мэна, и Билишильды, дочери Гозлена II, графа Мэна.

## Биография
Гуго II был одним из главных вассалов герцога Франции Гуго Великого. Но после смерти в 956 году Гуго Великого, оставившего несовершеннолетних сыновей, Гуго II воспользовался этим, чтобы по примеру графа Анжу Фулька II и графа Блуа Тибо I Мошенника стать независимым правителем своих владений.
Позже Гуго II заключил союз с сыном Тибо де Блуа, Эдом I, против Капетингов, вынудив епископа Ле-Мана Сижефруа, верного Гуго Капету, бежать из города. В последний раз Гуго упоминается в исторических источниках 980 году. Он умер ранее 992 года.

## Брак и дети
Имя жены Гуго II неизвестно, но возможно она происходила из рода Вермандуа. Дети:
- Гуго III (ок.960—1014) — граф Мэна
- Фулькуа (ок.967 — после 992)
- Герберт Бако (ум. после 1 апреля 1046), опекун Гуго IV Мэнского, позже пострижен в монахи
- (?) Мелизанда; муж: Юдикаэль (до 979—1004), граф Нанта с 992